# Anne Boyer
Anne Boyer (Topeka, Kansas, 1973) es una poeta y ensayista estadounidense. Es autora de The Romance of Happy Workers (2008), The 2000s (2009), My Common Heart (2011), Garments Against Women (2015) y The Handbook of Destino decepcionado (2018). En 2016, fue bloguera destacada en la Poetry Foundation, donde escribió una serie de publicaciones sobre el diagnóstico y tratamiento de un cáncer de mama altamente agresivo que ella misma experimentó, así como sobre las vidas y casi las muertes de los poetas. Sus ensayos sobre la enfermedad han aparecido en Guernica, The New Inquiry y Fullstop, entre otras revistas. Boyer es docente en el Kansas City Art Institute, junto con los poetas Cyrus Console y Jordan Stempleman.0 Su poesía ha sido traducida a numerosos idiomas, incluidos el islandés, español, persa y sueco. Junto con Guillermo Parra y Cassandra Gillig, ha traducido la obra de los poetas venezolanos del siglo XX Víctor Valera Mora, Miguel James y Miyo Vestrini.
En 2020, recibió el Premio Pulitzer de no ficción  por su libro The Undying: Pain, Vulnerability, Mortality, Medicine, Art, Time, Dreams, Data, Exhaustion, Cancer, and Care.

## Trayectoria
Anne Boyer nació en Topeka, Kansas en 1973 y creció en Salina, Kansas, donde se educó en las escuelas y bibliotecas públicas y obtuvo un máster en escritura creativa en la Universidad Estatal de Wichita. Ha ejercido como profesora en el Kansas City Art Institute desde 2011. Su diagnóstico y tratamiento del cáncer de mama, en el que examina la intersección de la clase social y la atención médica, se ha convertido en el tema principal de su obra.
Boyer ha ganado el Premio Cy Twombly de Poesía 2018 de la Fundación para las Artes Contemporáneas, y su libro Garments Against Women obtuvo el Premio Firecracker de poesía, de la Comunidad de Revistas Literarias y de Prensa, en 2016. También fue nominada "Mejor escritora de Kansas City" por The Pitch. En 2018  ganó el premio Whiting en no ficción/ poesía. En marzo de 2020, recibió el Premio de Literatura Windham-Campbell.

## Recepción de la crítica
El libro de Boyer, de 2015, Garments Against Women, estuvo seis meses en la  lista de los libros más vendidos en poesía, de Small Press Distribution. El New York Times lo describió como "un libro triste, hermoso y apasionado que registra la economía política de la vida y la propia literatura".
Chris Stroffolino en The Rumpus calificó  la obra como "la ampliación los límites de la poesía y los recuerdos".
Garments Against Women fue reseñado por Publisher's Weekly  como un libro que "se enfrenta a los problemas materiales y filosóficos de la escritura y, por extensión, de la vida en el mundo contemporáneo. Boyer intenta abandonar la literatura al mismo tiempo en que le da forma, recurriendo a fuentes tan diversas como Jean-Jacques Rousseau, los actos de costura y confección de prendas de vestir, y un libro sobre la felicidad que encuentra en una tienda de segunda mano. Su libro, entonces, se llena de otros libros, imaginados y resistidos".
Lo imperecedero: dolor, vulnerabilidad, mortalidad, medicina, arte, tiempo, sueños, datos, agotamiento, cáncer y cuidados enlazados con la ganadora de premio Pulitzer 2020 de no ficción.

## Obras
- A Handbook of Disappointed Fate
- Garments Against Women
- The Undying
- My Common Heart
- Art is War
- Anne Boyer's Good Apocalypse
- The Romance of Happy Workers
- A Form of Sabotage
- The 2000s